# Холынья
Холынья́ — деревня в Новгородском районе Новгородской области, входит в состав Бронницкого сельского поселения.
Деревня расположена на левом берегу реки Мста, в 10 км от её впадения в озеро Ильмень, в 17 км юго-восточнее областного центра — Великого Новгорода.
В 2003 году в деревне насчитывалось 218 дворов, в которых постоянно проживало 106 семей.
Холынья, наряду с близлежащими деревнями Русско, Малое Лучно и Большое Лучно — известный центр засолки огурцов, родина особого, холынского метода. Деревянные бочки, наполненные огурцами и специями, летом опускают на дно одной из трёх рек (в Гриб, Холынку или Холматужу), где они хранятся всю зиму подо льдом, а весной бочки достают и открывают.
В деревне есть деревянная пятиглавая Церковь Петра и Павла начала XX века с колокольней, которая с 1930-х годов по 1990-е использовалась как клуб, с 1998 года в Холынье есть Музей крестьянского быта.

## Население
Численность постоянного населения на 1 января 2011 года — 231 человек
| 2010 |
| ---- |
| 150  |

## Транспорт
Деревня соединена с административным центром сельского поселения — селом Бронница построенной в конце XX века автомобильной дорогой с твёрдым покрытием. До постройки дороги в весеннее время во время половодья связь с деревней была возможна только водным путём.